# 北谷静香
北谷 静香（きたたに しずか、1983年12月20日 - ）は、日本のAV女優・ストリッパー。こずプロ（クルーズグループ）所属。

## 略歴・人物
東京都出身。2009年にデビューした。
2010年6月11日、新宿ニューアートにてストリップデビュー。

## 出演作品

### アダルトビデオ
2009年
- 初撮り熟女 （3月10日 ドリームステージエンタテインメント）
- 近所のお姉さん&おばさんとのHな体験談 （3月20日、パラダイステレビ）オムニバス作品
- 昼下がりの淫ら妻 31 （4月25日（レンタル） / 5月29日（セル）、クリスタル映像）オムニバス作品
- 秋葉原ビデオボックスオナニー盗撮.05 （4月30日、ティファ・コーポレーション）オムニバス作品
- 独占!人の妻 ワイドスペシャル あなた見て、私本当はこんなに淫らなの!! 夫の視線、スワッピング…禁断の絶頂を知った素人妻 （5月11日（レンタル） / 2010年4月16日（セル）、アテナ映像）オムニバス作品
- 床屋洗髪　第一回作品 （5月14日、ティファ・コーポレーション）オムニバス作品
- 人妻中出しナンパ 5 （5月21日、グローリークエスト）オムニバス作品
- 人妻のフェラ 2 （8月17日、Nadeshiko）オムニバス作品
- 投稿実話 妻がまわされた 2 （8月25日、ながえスタイル）オムニバス作品
- オナニーすけべ顔 6 （9月1日、趣向倶楽部プラス）オムニバス作品
- 露出の季節 アベックたちの生殖器合体現場 （10月10日、FAプロ）オムニバス作品
- こだわりの手コキ 人妻編 5 （10月15日、隼エージェンシー）オムニバス作品
- リアル・ドキュメント 貴女のオナニー見せてください （10月20日、レイディックス）オムニバス作品
- ミクロヌード “超接写”女体分解 （10月20日、プールクラブ・エンタテインメント）オムニバス作品
- TOKYOガールズ meets 飲尿ボーイズ 6 （10月20日、RADIX）オムニバス作品
- 思わずその気になるナマナマしい 官能ポルノ （12月10日、FAプロ）オムニバス作品

2010年
- 義母さんが教えてあげる 10 （2月12日、東京音光）
- 女体拷問研究所 2 Vol.6 （2月27日、ベイビーエンターテイメント）
- 隣人妻 2 〜憧れ奥さんの卑猥なカラダ〜 （3月5日、スティルワークス）オムニバス作品
- 本格レズ 夫のいぬ間に…主婦たちのハード情交 （3月12日、東京音光）
- ソルトシャワー 熟若女のおしっこみせて! Vol.4 （3月19日、ゲロニア）オムニバス作品
- 極逝コレクター 悪魔の無限快楽拷問椅子改 5 （3月27日、ベイビーエンタテイメント）オムニバス作品
- 朝8時、夫は出勤します 〜セックスレス妻の白昼の痴態〜 （3月30日、ドリームステージエンタテインメント）
- 若妻の綺麗な髪コキ髪レイプ いじめる髪、いじめられる髪。 （4月16日、ゴーゴーズ）
- ヘンリー塚本のKISSオブファイヤー SEXしながらする狂乱接吻2010年 （4月22日、FAプロ）オムニバス作品
- W不倫旅行 箱根羞恥温泉 （4月25日、アリーナ・エンターテインメント）
- 夫ともしたことなかったのにアナルSEXしてしまいました 初アナルの人妻 （4月25日、ビッグモーカル）オムニバス作品
- お隣の淫らな若妻 生中出し スペシャル （4月25日、TMクリエイト）オムニバス作品
- マスかきしたい女たちの為に… 下劣で卑しいエロ本 （4月25日、FAプロ）オムニバス作品
- 襲われた人妻 －恐怖の押し売り－ （4月28日、女体探究凌辱研究所）
- 淫らな奥様に見つめられながら手コキされたい （5月1日、虎堂）オムニバス作品
- 背徳相姦遊戯 母と子 #08 （5月10日、グローバルメディアエンタテインメント）
- 隣人W不倫 （5月28日、小林興業）共演:倖田李梨
- 綺麗なお姉さんに見つめられてセンズリしたい。 （6月4日、オフィスケイズ）オムニバス作品
- 家庭教師の叔母さん （6月15日、小林興業）
- 美熟女達の濃厚唾液フェラ 2 （6月18日、虎堂）オムニバス作品
- 初撮り熟女 （6月20日、ドリームステージエンタテインメント）
- 襲われた人妻 －恐怖の押し売り－ 排泄地獄ver. （7月10日、ZEUS）
- 愛液べっちょり! 美熟女ディルドオナニー その参 （7月16日、虎堂）オムニバス作品
- 高齢熟女 （8月27日、ドリームステージエンタテインメント）
- 主婦の（秘）アルバイト 自宅の居間で回春マッサージ店をひらく人妻たち Vol.09 （9月10日、AFRO FILM）オムニバス作品
- 近親相姦 母の嫉妬 （9月30日、ドリームステージエンタテインメント）
- 官能劇場 レズビアン生活 はじめてのレズ!娘と母…主婦たちが… （10月22日、LADIES♀ROOM）オムニバス作品
- 旦那の友達 3 ～禁断不倫の果てに～ (11月5日、スティルワークス)オムニバス作品

2011年
- 絶対ノルマ達成！不況を勝ち抜け!! 保険勧誘レディの肉体　裏営業話し（12月25日、サイド・ビー）

### 舞台
- アフリカ座VIVID COLOR vol.4「Re:born〜リボン〜」（2012年2月11日-14日、TACCS1179）
- Pink Punk Pamper（2013年3月27日-3月3日、中野MOMO）[1]